# هونوتا وانک
هونوتا وانک (ارمنی: Հոնուտա վանք؛ انگلیسی: Hanuta Vank) یک صومعه متعلق به کلیسای حواری ارمنی واقع در شهر وازاشن، استان تاووش ارمنستان می‌باشد. ساخت و ساز این ساختمان در سده ام میلادی؛ به پایان رسید. این بنا به سبک معماری ارمنی طراحی شده است.